# 圣菲西安
圣菲西安（法語：Saint-Fuscien，法語發音：[sɛ̃ fysjɛ̃]）是法国上法兰西大区索姆省的一个市镇，位于该省中部偏南，省会亚眠市区以南，属于亚眠区。

## 地理
圣菲西安（49°50'15"N, 2°18'54"E）面积9.92 平方千米，位于法国上法蘭西大區索姆省，该省份为法国北部沿海省份，北起加来海峡省和北部省，西接滨海塞纳省和大西洋英吉利海峡，南至瓦兹省，东临埃纳省。
与圣菲西安接壤的市镇（或旧市镇、城区）包括：亚眠、博沃、卡尼、迪里、埃贝库尔、吕米尼、桑昂纳米耶努瓦。

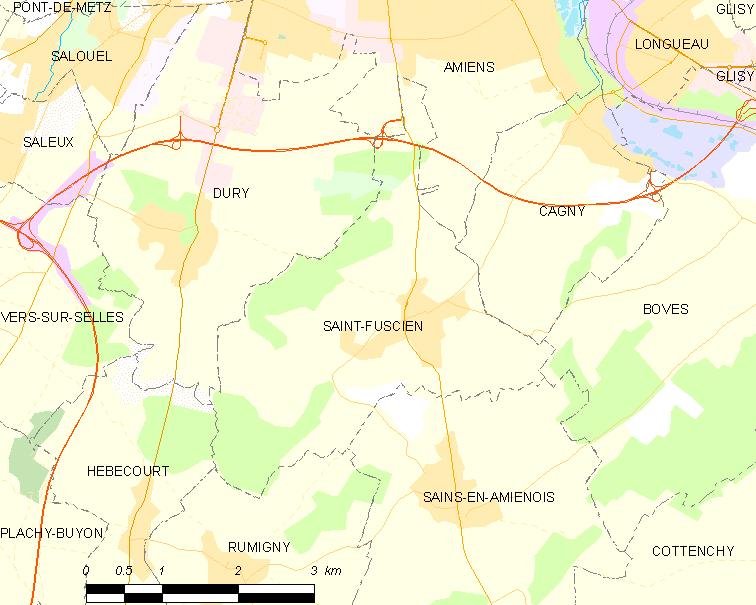
圣菲西安的OSM定位图

圣菲西安的时区为UTC+01:00、UTC+02:00（夏令时）。

## 行政
圣菲西安的邮政编码为80680，INSEE市镇编码为80702。

## 政治
圣菲西安所属的省级选区为亚眠第六县。

## 人口

1962-2008年间圣菲西安人口变化图示

圣菲西安于2022年1月1日时的人口数量为1418人。